# Джигме Лингпа

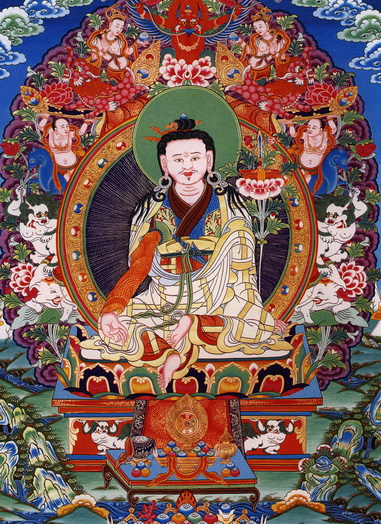
Джигме Лингпа

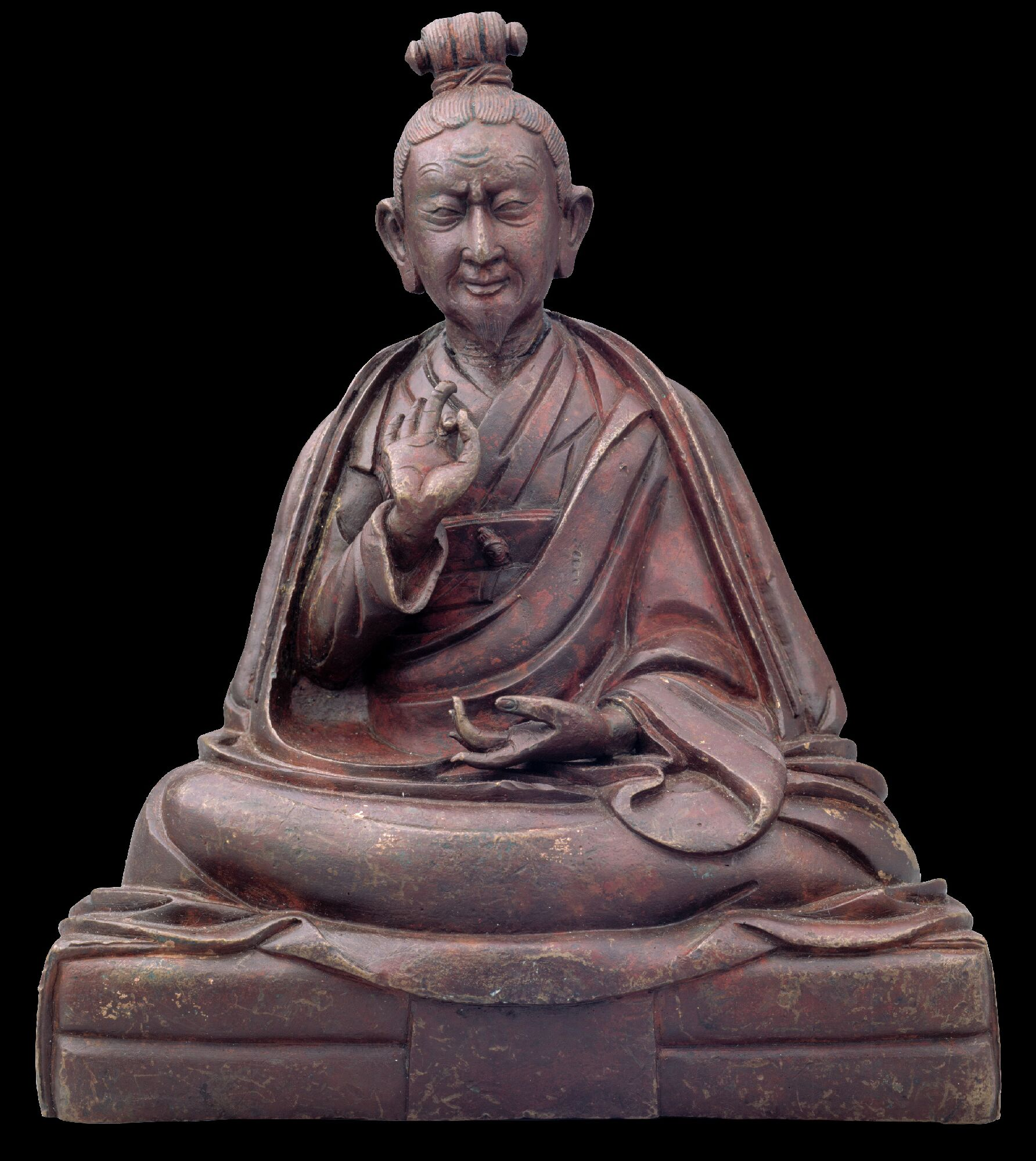
Джигме Лингпа, статуэтка

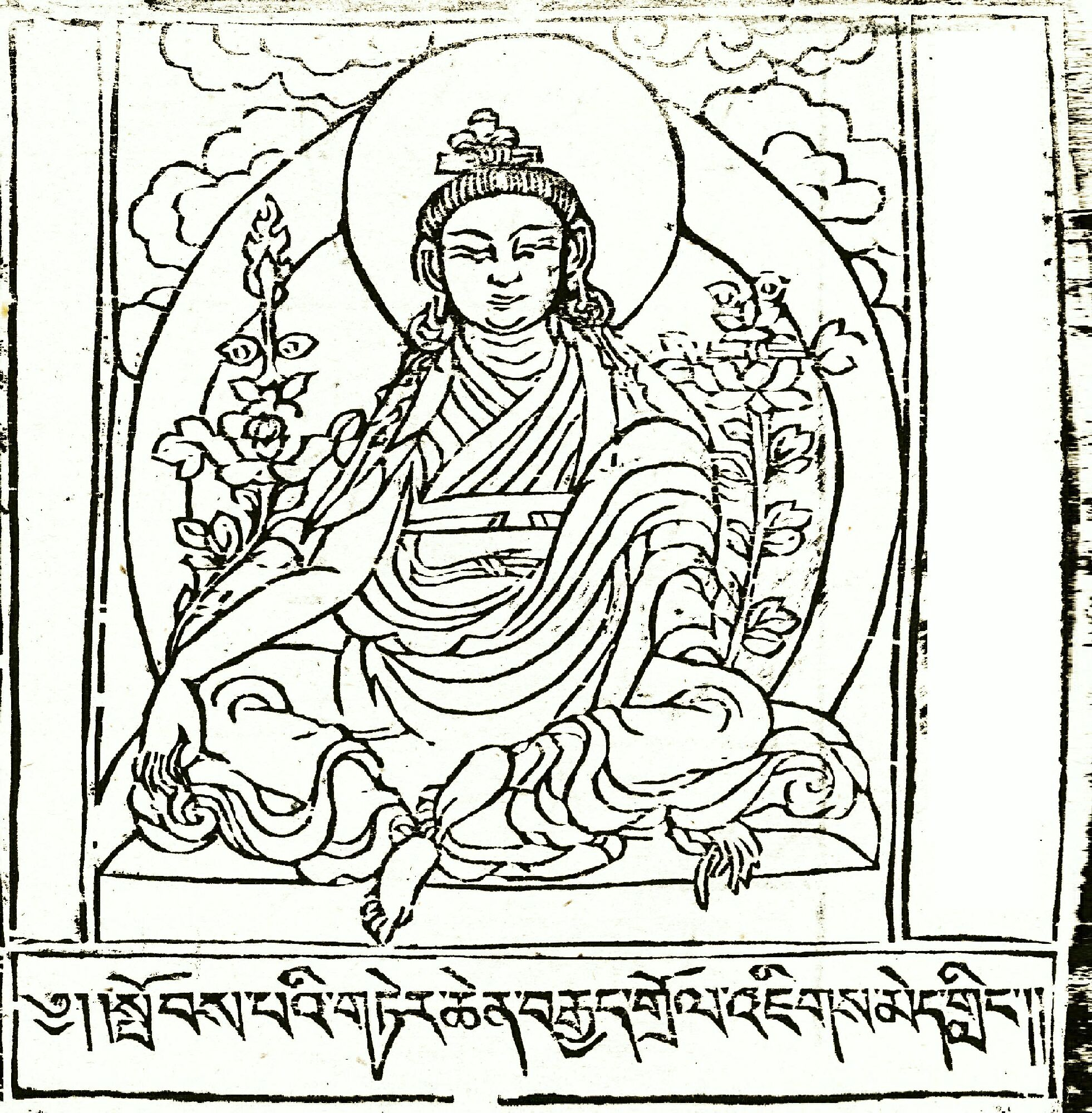
Джигме Лингпа

Джигме Лингпа (1730–1798) был тибетским тертоном школы Ньингма Тибетского Буддизма. Он был распространителем термы Лонгчен Ньинтиг, учений Сущности Сердца Лонгченпы, от которого, согласно традиции, им было получено видение, в котором было раскрыто учение. Со временем Лонгчен Ньингтик стал самым известным и широко практикуемым циклом учений Дзогчен.

## Карьера
Монастырем, в котором Джигме Лингпа провел детство был монастырь Палри школы Ньингма, или Пелри Текчен Линг, в Чонгье, основанный Шерабом Озером.
Перед тем как Джамгон Конгтрул создал "Пять сборников", Джигме Лингпа собрал ставшие редкими тексты Ньингма, начиная с тантр Ньингма, хранившихся в рукописном собрании монастыря Миндроллинг. Это собрание тантр Ньингма привело к созданию Ньингма Гьюбума (Wylie: rnying ma rgyud 'bum, "Собрание тантр Ньингма"), для которого Геце Махапандита написал каталог, вычитал и организовал его печать, предложив дорогостоящий и трудоемкий проект резьбы деревянных блоков для ксилографии. Резьба по дереву была выполнена благодаря покровительству королевской семьи Дерге (Вайли: sde dge) из Кхама, которая благоволила и почитала Джигме Лингпу. Геце Махапандита также организовал печать текстов Джигме Лингпы и Лонгченпы. Геце Махапандита вычитывал работы Джигме Лингпы, Лонгченпы и Ньингма Гьюбума.
Джигме также написал девятитомную историю школы Ньингма тибетского буддизма и другие работы. Его внеконфессиональное изложение Мадхьямаки (воззрения Срединного пути) следует системе Чже Цонгкхапы.
Один из главных предшественников движения Римэ, Джигме Лингпа имел много выдающихся учеников во всех четырех школах. Первый Додрупчен Ринпоче, Додрупчен Джигме Тринле Озер, стал его главным хранителем традиции. Среди тех, кого традиция считает реинкарнациями Джигме Лингпы:
- Йе Шес Рдо Рдже, Мдо Мкхьен Брце Йе Шес Рдо Рдже (1800-66 гг., его эманация разума).[4]
- Патрул Ринпоче (эманация речи).
- Джамьянг Кхьенце Вангпо (эманация тела).

В Бутане его традиции поддерживается последовательными  воплощениями тулку Падцелинга и Джикме Кюндрёла Намгьела.
Друптоп Намгьел Лхюндруп, 1-й Падцелинг Тулку (1718-1786), и Джигме Тенпе Гьелтшен, 2-й Падцелинг Тулку (1788-1850), были учениками Джигме Лингпы.
В переводе Сэма ван Шайка, Джигме Лингпа описывает, как началось его обучение:
Я начал с изучения грамматики и любых тем Ваджры, которые попадались мне на глаза, таких как писания Завоевателей и трактаты, разъясняющие их намерения, тексты об общепринятых определениях и наставления об истинной природе. Хотя я с почтением впитывал их, за исключением нескольких хороших оттисков, которые вдохновляли меня учиться при свете дня и при свете ламп, у меня не было возможности увеличить свои знания в общении с учителем даже на один день. Затем в dPal-gyi bSam-yas mChims-phu я трижды встретился с телом мудрости Клонг-чен-па, и через благословение различными благоприятными символами мои кармические связи были пробуждены из Великого Совершенства.van Schaik, Sam (2000). "Sun and Moon Earrings: Teachings Received by Jigmé Lingpa". Tibet Journal. 25 (4): 3–32
Джанет Гьяцо утверждает, что:
Принадлежность Джигме Лингпы к Ньингме иногда приводила к его участию в тантрической практике, которая долгое время подвергалась критике со стороны более консервативных буддистов. Сам он относился к некоторым из этих занятий неоднозначно: ...он сожалел о черной магии, которую проводил во время войны с Гуркхами. Джигме Лингпа даже признает, что древнее постановление Лха-ламы Шивы О и Чангчуба О, в котором порицались поблажки практикующим Ньингма, возможно, было обоснованным. И все же он с определенным удовольствием рассказывает о том, как участвовал в пьяном общинном пире ("gaṇacakra") или как его поили пивом в доме мастера Ньингма Кумарараджи (1266-1343) и он исполнял "танец интегрального блаженства-пустоты".Lingpa, Jigme (2001). Apparitions of the Self, the Secret Autobiographies of a Tibetan Visionary. Translated by Janet Gyatso. Delhi: Motilal Banarsidass. ISBN 978-81-208-1796-8.

## Терма
Объясняя процесс передачи и получения "сокровищ" (тиб.: terma) "Слов Всеведущего" (Wylie: kun mkhyen zhal lung) и "Белого лотоса" (Wylie: rgyab brten padma dkar po) Джигме Лингпа упоминает примесь "потока ума" (Wylie: [b]rgyud), "Абсолютной [Истины]" (Wylie: don) и "адхиштханы" (Wylie: byin rlabs), в перевода ван Шайка на английский это звучит следующим образом: "благословение истины-континуума" (Wylie: don brgyud byin rlabs), "благословение континуума" (Wylie: rgyud byin gyi rlabs) и "передача-благословение символов и слов" (Wylie: brda tshig gi byin brgyud).

### Лонгчен Ньингтиг
Джигме Лингпа был реинкарнацией двух важных учителей, Вималамитры и царя Трисонга Дойцена. [Как воплощение этих двух фигур, в нем были объединены две основные линии Дзогчен Тибета - Вима Ньингтик и Кхандро Ньингтик, обе из которых содержатся в Ньингтик Япши. Поэтому цикл терм Лонгчен Ньингтиг считается конденсацией этих глубоких учений.
Тексты, открытые Джигме Лингпой, в их современном виде составляют три тома, известные как Ньингтик Цапё (тиб.: སྙིང་ཐིག་རྩ་པོད). Многочисленные трактаты, садханы и молитвы, содержащиеся в них, посвящены в основном тантрической практике, в частности, стадии порождения и Дзогчену.
Джикме Лингпа обнаружил учение Лонгчен Ньингтик в качестве термы ума в возрасте двадцати восьми лет. Тулку Тхондуп пишет:
Вечером двадцать пятого дня десятого месяца года Огненного Быка тринадцатого цикла Рабджунг (1757) Джикме Лингпа лег спать с невыносимой преданностью Гуру Ринпоче в сердце; потоки слез печали непрерывно увлажняли его лицо из-за отсутствия Гуру Ринпоче, а непрекращающиеся слова молитв продолжали петься в его дыхании.
Он оставался в глубине этого медитационного опыта ясного сияния в течение долгого времени. Погрузившись в эту светлую ясность, он ощутил, как пролетел большое расстояние по небу верхом на белом льве. Наконец он достиг кругового пути, который, как он думал, был путем обхода Джарунг Кхашор, ныне известной как ступа Будханатх, важный буддийский памятник гигантской структуры в Непале.Thondup, Tulku (1996). Talbott, Harold (ed.). Masters of Meditation and Miracles: Lives of the Great Buddhist Masters of India and Tibet. Boston: Shambhala. ISBN 1-57062-113-6.
В этом видении Дакини Мудрости передали Джикме Лингпе шкатулку, содержащую пять желтых свитков и семь хрустальных бусин. Один из свитков содержал пророческое руководство Лонгчен Ньингтик, называемое Нечанг Тхуккьи Дромбу. По указанию Дакини он съел желтые свитки и хрустальные четки, и все слова и смысл терм Лонгчен Ньингтик пробудились в его уме.
Джикме Лингпа хранил это учение в тайне в течение многих лет, и он даже не переписывал это учение, пока не попал в другой ретрит, в котором у него была череда видений Лонгчен Рабджама. Тулку Тхондуп объясняет:
В год земляного зайца (1759) он начал еще один трехлетний ретрит в Чимпу. Во время этого ретрита, поскольку он был вдохновлен тремя последовательными чистыми видениями Лонгчен Рабджама, и его побуждали к этому неоднократные просьбы Дакинь, он записал свои видения как цикл Лонгчен Ньингтик. На десятый день шестого месяца (месяца обезьяны) года обезьяны (1764) он впервые обнародовал свое учение, передав полномочия и наставления пятнадцати ученикам.Thondup, Tulku (1994). Hidden Teachings of Tibet: An Explanation of the Terma Tradition of Tibetan Buddhism. Wisdom Publications. ISBN 086171122X.

### Садханы

#### Чод
Громкий смех Дакини (тибетский: མཁའ་འགྲོའི་གད་རྒྱངས, THL: Khandrö Gé Gyang) - это чодская садхана из Лонгчен Ньингтик.

## Автобиография
Джигме Лингпа также известен своими автобиографическими работами, в первую очередь внешними автобиографиями, вошедшими в девятитомное "Собрание сочинений" наряду с циклом "Сфера сердца" и другими историческими работами. В первую очередь, его автобиографические работы показывают развитие отношений между тибетскими буддийскими провидцами и светскими политическими деятелями.

## Работы, переведенные на Английский язык
- Lingpa, Jigme (2017). "The Casket of Siddhis: A Recitation Manual for Rigdzin Dupa". The Gathering of Vidyadharas: Text and Commentaries on the Rigdzin Düpa. United States: Snow Lion. ISBN 978-1611803617.
- Lingpa, Jigme (2017). "The Crucial Points of Visualization for the Rigdzin Dupa Long-Life Practice". The Gathering of Vidyadharas: Text and Commentaries on the Rigdzin Düpa. United States: Snow Lion. ISBN 978-1611803617.
- Lingpa, Jigme (1987). The Dzogchen: Innermost Essence Preliminary Practice. Translated by Tulku Thondup (2nd rev. ed.). Paljor Publications. ISBN 8185102198.
- Lingpa, Jigme (2020). "Ladder to Akanistha: Instructions on the Development Stage and Deity Yoga and Clarifying the Difficult Points in the Development Stage and Deity Yoga". Deity, Mantra, and Wisdom: Development Stage Meditation in Tibetan Buddhist Tantra. United States: Shambhala. ISBN 9781559394970.
- Lingpa, Jigme (2017). "Prayer to Rigdzin Ligme Lingpa Invoking His Previous Incarnations". The Gathering of Vidyadharas: Text and Commentaries on the Rigdzin Düpa. United States: Snow Lion. ISBN 978-1611803617.
- Lingpa, Jigme (2018). "The Steps to Liberation: Essential Instructions on the Common Preliminary Practice of the Sevenfold Mind Training". Steps to the Great Perfection: The Mind-Training Tradition of the Dzogchen Masters. Snow Lion. ISBN 978-1559394772.
- Lingpa, Jigme; Dorje, Longchen Yeshe (2010). Treasury of Precious Qualities: Book One. Translated by The Padmakara Translation Group. United Kingdom: Shambhala. ISBN 978-0834823105.
- Lingpa, Jigme; Dorje, Longchen Yeshe (2020). Treasury of Precious Qualities: Book Two. Translated by The Padmakara Translation Group. United States: Shambhala. ISBN 978-1611800999.
- Lingpa, Jigme (2014). Yeshe Lama: Jigme Lingpa's Dzogchen Atiyoga Manual. Translated by Keith Dowman. Dzogchen Now! Books. ISBN 978-1502716224.

## Материалы для дальнейшего чтения
- Dargyay, Eva M. (1998). Wayman, Alex (ed.). The Rise of Esoteric Buddhism in Tibet. Buddhist Tradition Series. Vol. 32 (2nd rev. ed.). Delhi: Motilal Banarsidass. ISBN 81-208-1579-3.
- Dharma Fellowship (2005). "Biographies: Kunkhyen Jigme Lingpa". Dharmafellowship.org. Retrieved January 19, 2007.
- Dudjom Rinpoche (1991). Dorje, Gyurme; Kapstein, Matthew (eds.). The Nyingma School of Tibetan Buddhism: its Fundamentals and History (2 volumes). Translated by Gyurme Dorje and Matthew Kapstein. Boston: Wisdom Publications. ISBN 0-86171-087-8.